# Norman Manea

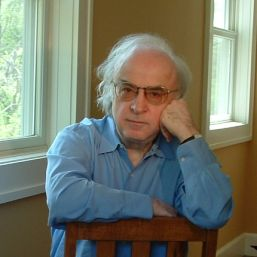

Norman Manea, född 19 juli 1936 i Suceava, Rumänien, är en rumänsk författare av judisk härkomst som publicerat romaner, noveller och essäer huvudsakligen om förintelsen, livet i en kommuniststat och exil, då han själv bor i USA.
Manea själv fördes som barn till ett koncentrationsläger i Transnistrien. Memoarboken Huliganens återkomst (2012) behandlar dessa delar av hans liv - koncentrationsläger, livet under Ceaușescu i Rumänien och exilen i väst - och har vunnit många priser. 2013 gavs romanen Lyan ut på svenska, om högerextrem politik bland rumäner i USA. Hans böcker har översatts till över 20 språk och fått flera priser: National Jewish Book Award 1993, Prix Médicis étranger 2006, Premio Nonino 2002, Commandeur de l'Ordre des Arts et des Lettres 2009 samt Nelly Sachs-priset 2011.

## Svenska översättningar
- Huliganens återkomst (Intoarcerea huliganului) (översättning Lars-Inge Nilsson och Dan Shafran) (2244, 2012).
- Lyan (Vizuina) (översättning Peter Handberg och Dan Shafran) (2244, 2013).
- Oktober, klockan åtta (Octombrie, ora opt) (översättning Inger Johansson) (2244, 2015).